# Wukari
Wukari és una Àrea de Govern Local a l'estat de Taraba, a Nigèria. La seva seu és la ciutat de Wukari en l'autopista A4. El riu Donga passa a través de l'àrea i el riu Benue forma el límit amb l'estat de Nasarawa al nord-oest.
La ciutat és la seu del Regne de Wukari o Federació Wukari, un estat tradicional.
Té una àrea de 4,308 km² i una població de 241.546 habitants al cens del 2006.